# Saison 2 de Miss Fisher enquête
Chronologie
Saison 1 Saison 3
Cet article présente le guide des épisodes de la deuxième saison de la série télévisée australienne Miss Fisher enquête (Miss Fisher's Murder Mysteries).

## Distribution
- Essie Davis (VF : Marie Chevalot) : Phryne Fisher
- Nathan Page (VF : Loïc Houdré) : Détective John "Jack" Robinson
- Hugo Johnstone-Burt : Brigadier Hugh Collins
- Ashleigh Cummings (VF : Bénédicte Bosc) : Dorothy "Dot" Williams
- Richard Bligh : Mr Butler
- Travis MacMahon : Bert
- Anthony Sharpe : Cec
- Ruby Rees Wemyss (VF : Marie Nonnenmacher) : Jane
- Miriam Margolyes (VF : Cathy Cerda) : Tante Prudence
- Nicholas Bell : Murdoch Foyle
- Tammy Macintosh : Docteur Mac

## Épisodes

### Épisode 1:La Petite Mort
- Australie : 6 septembre 2013 sur ABC1[1]
- France : 28 juin 2014 sur France 3

- Australie : 852 000 téléspectateurs[2](première diffusion)
- France : 2,94 millions de téléspectateurs[3](première diffusion)

- Neil Melville (George Sanderson)
- Daniel Frederiksen (Sidney Fletcher)
- Dee Smart (Rosie Sanderson)
- Anna Bamford (Lola / Nell Williams)
- Belinda McClory (Madame Lyon)
- Lyall Brooks (Père Blackburn)
- Jon Bryden (Maurie Bourke)
- Fabio Robles (Carlos Romaro)

### Épisode 2:Esprit es-tu là?
- Australie : 13 septembre 2013 sur ABC1
- France : 28 juin 2014 sur France 3

- Australie : 827 000 téléspectateurs[2](première diffusion)
- France : 2,6 millions de téléspectateurs[3](première diffusion)

- Kate Atkinson (Maude Ashmead)
- John McTernan (Larry Dunn)
- Teague Rook (Freddy Ashmead)
- Jonny Pasvolsky (Warwick Hamilton)
- Julie Forsyth (Madame Bolkonsky)
- Nicholas Brien (Perce Bishop)
- Paul DeFreitas (Henry Beale)
- Philip Reilley (Ernie Potts)
- Reece Manning (Caporal Basil Hamilton)

### Épisode 3:La Boisson du diable
- Australie : 20 septembre 2013 sur ABC1
- France : 28 juin 2014 sur France 3

- Australie : 729 000 téléspectateurs[2](première diffusion)
- France : 1,6 million de téléspectateurs[3](première diffusion)

- Julia Blake (Hilly McNaster)
- Dan Wyllie (Joel McNaster)
- Reef Ireland (Kip)
- Tony Rickards (Sergent Baxter)
- John Brumpton (Finlay Ellis)
- Jasper Bagg (Wally Stirling)
- Mark Campbell (Frank)
- Chris Peters (Clive Johnson)
- Henley Harker (Moira Johnson)

### Épisode 4:Poids léger, poids lourd, poids mort
- Australie : 20 septembre 2013 sur ABC1
- France : 6 juillet 2014 sur France 3

- France : 806 000 téléspectateurs[2](première diffusion)
- France : 2,74 millions de téléspectateurs[4](première diffusion)

- Brett Swain (Arthur Biggs)
- Glenda Linscott (Madame Biggs)
- Rachel Maza (Cora Derrimut)
- Mark Coles Smith (Thomas "Tom" Derrimut)
- Isaiah Lane (Daniel "Dan" Derrimut)
- Scott Smart (Freckles Delahunty)
- Adam Stafford (Kevin Bradley)
- Chris Asimos (Giorgos le grec)
- Wayne Cartwright (Agent Fry)

### Épisode 5:Prêt-à-tuer
- Australie : 4 octobre 2013 sur ABC1
- France : 6 juillet 2014 sur France 3

- Australie : 926 000 téléspectateurs[2](première diffusion)
- France : 2,6 millions de téléspectateurs[4](première diffusion)

- Heather Mitchell (Simone Fleuri)
- Sibylla Budd (Renee Fleuri)
- Freya Stafford (Genevieve Lamaire / Smith)
- Mark Leonard Winter (Aubrey Wilde)
- Tessa Lind (Violet Hopkins)
- Heather Lythe (Frances Wilde)
- Fiona MacLeod (Madame Carlyon)
- Judith Roberts (Madame Tippet)
- Kerri-Anne Baker (Melba Cruise)

### Épisode 6:Le Bourreau assassiné
- Australie : 11 octobre 2013 sur ABC1
- France : 6 juillet 2014 sur France 3

- Australie : 896 000 téléspectateurs[2](première diffusion)
- France : 1,8 million de téléspectateurs[4](première diffusion)

- Robert Morgan (Joe McLean)
- Damien Garvey (en) (Neville Gibbs)
- Kaiya Jones (Poppy Brown)
- Brad McMurray (Stan Baines)
- Benjamin Rigby (Harry Harper)
- Dan O'Connor (Vince Barlow)
- Jessica Clarke (Celia Harper)
- Mat Stevenson (Pat O'Farrell)
- Carole Patullo (Madame Dangerfield)

### Épisode 7:Sortie de route
- Australie : 18 octobre 2013 sur ABC1
- France : 20 juillet 2014 sur France 3

- Australie : 912 000 téléspectateurs[2](première diffusion)
- France : 2,31 millions de téléspectateurs[5](première diffusion)

- Rachael Blake (Ailsa Wilton)
- David Roberts (Lachlan Pepper)
- Nikita Leigh-Pritchard (Millie Wilton)
- Rohan Browne (Claude Haynes)
- Annie Stanford (Gertrude "Gertie" Haynes)
- Shaun Goss (Anthony Rose)
- Scott Harrison (Wal)

Miss Fisher enquête sur la mort de Gertrude Haynes, une pilote automobile membre du "Club des Aventurières pour Femmes Émancipées" dont Miss Fisher est la présidente. 
Gertrude allait représenter le club à une course automobile contre un club d'hommes conducteurs d'automobiles, attisant les tensions dans un milieu très masculin. 

### Épisode 8:Le Livre d'heures de Jeanne la folle
- Australie : 25 octobre 2013 sur ABC1
- France : 20 juillet 2014 sur France 3

- Australie : 890 000 téléspectateurs[2](première diffusion)
- France : 2,4 millions de téléspectateurs[5](première diffusion)

- Andrea Demetriades (Beatrice Mason)
- Nicholas Hope (Geoffrey Spall)
- Lewis Fitz-Gerald (Professeur Bradbury)
- Jared Daperis (Charlie Street)
- Will Ewing (Amos Oliver)
- Greg Attrill (Professeur Martin Katz)

La docteure Mac, qui enseigne la médecine à l'université, découvre devant des étudiants le corps ensanglanté du professeur Martin Katz. Elle demande à Miss Fisher d'enquêter afin de découvrir son meurtrier. L'assistante du professeur Katz découvre avec horreur que le livre d'heures de Jeanne la Folle, que le professeur Katz gardait dans le coffre-fort de son bureau, a été volé. 

### Épisode 9:Film noir
- Australie : 1er novembre 2013 sur ABC1
- France : 20 juillet 2014 sur France 3

- Australie : 912 000 téléspectateurs[2](première diffusion)
- France : 1,9 million de téléspectateurs[5](première diffusion)

- Craig Hall (Jefferson Clarke)
- Hamish Michael (Raymond Hirsch)
- Jane Harber (Clara Whiting)
- Richard Sutherland (Gordon Thackaway)
- Stephanie King (Lily Luscombe)
- James Beck (Vernon Palmer Jr)
- Alan Kieman (Donald Everton)

### Épisode 10:Cuvée spéciale
- Australie : 8 novembre 2013 sur ABC1
- France : 27 juillet 2014 sur France 3

- Australie : 856 000 téléspectateurs[2](première diffusion)
- France : 2,35 millions de téléspectateurs[6](première diffusion)

- David Field (Sergent Ford)
- Geneviève Picot (Valma Brightwell)
- Geoff Morrell (Bob Ryan)
- Kerry Walker (Ida Voigt)
- James Saunders (Erik Voigt)
- Ramona Von Pusch (Flora Ford)
- Luke Clayson (Frank Ford)
- Joss Gower (Oskar Voigt)
- Gavin Van Der Meer (Mikael Voigt)

### Épisode 11:Fréquence meurtre
- Australie : 15 novembre 2013 sur ABC1
- France : 27 juillet 2014 sur France 3

- Australie : 874 000 téléspectateurs[2](première diffusion)
- France : 2,3 millions de téléspectateurs[6](première diffusion)

- Rhys Muldoon (Clarence Ball)
- Marco Chiappi (Jimmy Creswick)
- Pip Edwards (Hazel Creswick)
- Amy Arnott (Louisa Singleton)

Miss Fisher enquête sur la mort de Louisa Singleton, une ancienne collègue de classe de Dot, qui travaillait à la station de radion 3JH. Au même moment, le commissaire Robinson a infiltré incognito la station de radio 3JH afin de découvrir qui est le mystérieux incendiaire des stations de radio. 

### Épisode 12:L'habit ne fait pas la nonne
- Australie : 22 novembre 2013 sur ABC1
- France : 3 août 2014 sur France 3

- Australie : 908 000 téléspectateurs[2](première diffusion)
- France : 2,48 millions de téléspectateurs[7](première diffusion)

- Joan Sydney (Mère Aloysius)
- Shayne Francis (Perpetua)
- Sally-Anne Upton (Sœur Dominique)
- Alice Cavanagh (Mary)
- Paul Moder (Capitaine Willem De Vere)
- Fantine Banulski (Joan)
- Kellie Trewin (Bernadette)
- Isabella Gilbert (Catherine)

### Épisode 13:Les Douze Jours de Noël
- Australie : 22 décembre 2013 sur ABC1
- France : 3 août 2014 sur France 3

- Australie : 969 000 téléspectateurs[2](première diffusion)
- France : 2,42 millions de téléspectateurs[7](première diffusion)

- Simon Burke (Nicholas Mortimer)
- John Noble (Edward Stanley)
- George Shevtsov (Chester Groves)
- Greg Saunders (Quentin Lynch)
- Alicia Gardiner (Birdie Fowler)
- Emily Milledge (Isobel Darcy)
- Sylvie de Crespigny (Vera Mortimer)
- Todd Morgan (Len Fowler)
- Josh Gordon (Laurie)